# Aerosol (medicamento)
Un aerosol es el producto de la dispersión en un medio gaseoso de un principio activo en solución o en un polvo muy fino con el objetivo de ser inhalado, lo que permite aplicar dicha sustancia activa sobre la mucosa bronquial y las membranas de los alvéolos pulmonares. También puede utilizarte esta forma de administración de medicamentos para conseguir un efecto sistémico.

## Fisicoquímica
Desde un punto de vista fisicoquímico, es una dispersión constituida por una fase interna líquida o sólida, llamada fase dispersa, y una fase externa gaseosa, llamada fase dispersante.

## Administración de medicamentos por vía inhalatoria

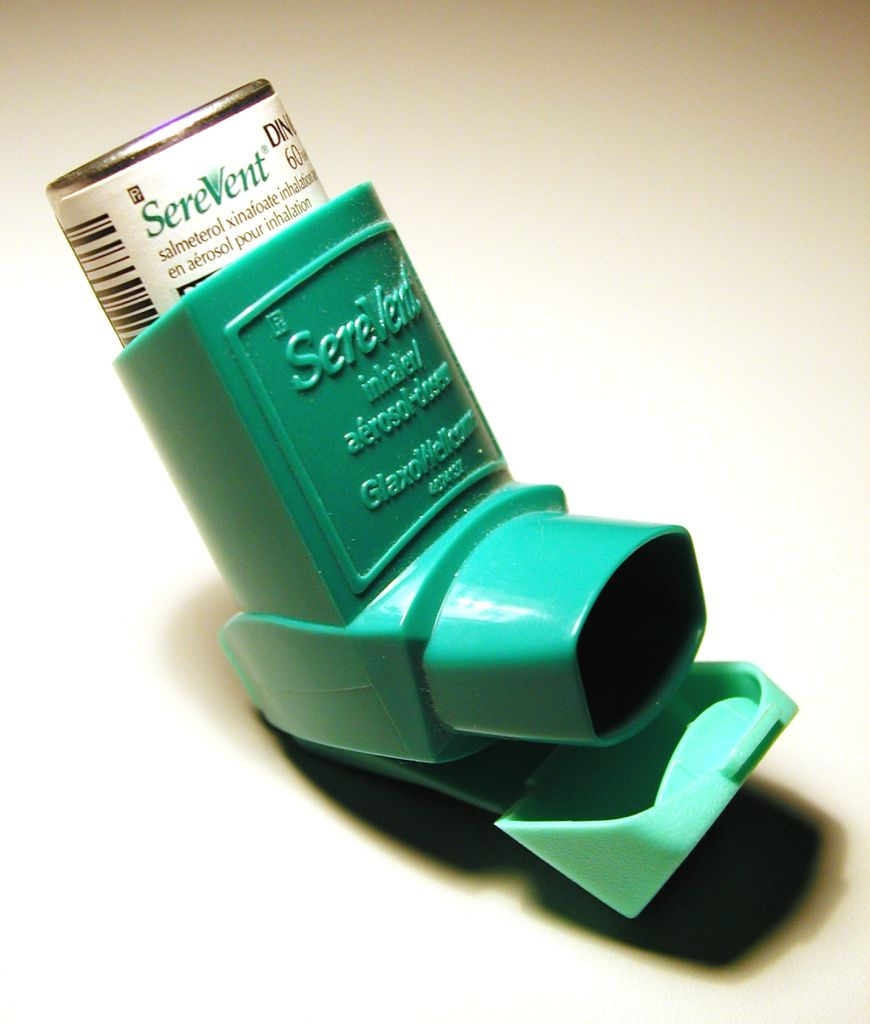
Dispositivo para administración de medicamentos por vía inhalatoria.

Los aerosoles permiten la administración de medicamentos por vía inhalatoria. El tamaño de las partículas suspendidas determina la profundidad que alcanzarán en el árbol respiratorio:
- Las partículas con diámetros superiores a 100 μm se depositan en la boca o la garganta.[1]
- Las partículas con diámetros en torno a 10 μm alcanzan la tráquea y los bronquios.[1]
- Las partículas con diámetros de 1 a 5 μm alcanzan los bronquiolos y los alvéolos, sin embargo, aquellas inferiores a 2 μm no tienen la capacidad de sedimentar y vuelven a ser expulsadas durante la espiración.[1]

La administración inhalatoria de medicamentos permite aplicar a nivel pulmonar medicamentos que no se absorben bien a nivel gastrointestinal o aquellos que se eliminarían antes de llegar a la zona donde deben actuar.
Para una administración correcta de un aerosol medicamentoso es importante utilizar la técnica adecuada, coordinando la generación del aerosol con la inspiración. En algunos casos esta coordinación puede no ser posible, como en caso de pacientes ancianos, niños o dependientes, por lo que se pueden utilizar cámaras de inhalación para facilitar el proceso y que, además, retendrían las partículas de mayor tamaño, reduciendo la sedimentación en la zona oral.

## Clasificación
Se conocen numerosas clasificaciones, en función del parámetro utilizado para las mismas:
- Por el número de fases: bifásicos, trifásicos...
- Por el tipo de gas propulsor.
- Por el método de descarga.
- Por el uso terapéutico.

## Indicaciones
Los principios activos que pueden vehiculizarse en esta forma galénica son numerosos:
- agonistas β2 adrenérgicos:
  - De acción corta: salbutamol, levalbuterol, terbutalina y bitolterol.
  - De acción prolongada: salmeterol, formoterol, bambuterol.
  - Anticolinérgicos: bromuro de ipratropio.
  - Glucocorticoides: beclometasona o fluticasona, budesonida.

Su uso por vía inhalada orienta hacia las patologías que se beneficiarían del tratamiento con los aerosoles:
- crisis asmática
- tratamiento de mantenimiento de la alergia respiratoria o asma extrínseca;
- en la enfermedad pulmonar obstructiva crónica (EPOC), tanto en el mantenimiento como en la profilaxis de las reagudizaciones.